# Эппле, Жанна Владимировна
Жа́нна Влади́мировна Эппле́ (род. 15 июля 1964 года, Москва, СССР) — советская и российская актриса театра и кино, телеведущая. Заслуженная артистка РФ (2010).

## Биография
Родилась 15 июля 1964 года в Москве в семье Владимира Николаевича Эппле (1929—2000), директора НИИ торфяной промышленности (инженера по специальности) и учительницы Людмилы Николаевны Эппле (в девичестве Трудолюбовой) (род. 1945). Фамилия Эппле принадлежала французским аристократам; бабушка по отцу — из еврейской семьи Энтин.
После рождения её отправили на Сахалин к родителям матери. Дед был журналистом, бабушка работала главным бухгалтером в управлении исправительно-трудовых учреждений (УИТУ). У них было мало свободного времени и сложные отношения в семье, поэтому Жанну отдали в детский сад-интернат, где она пробыла пять лет. Когда наступило время идти в школу, мама забрала её в Москву. К тому времени она успела развестись, и у Жанны появился отчим Сергей Владимирович Уланцев. Он работал на высокой должности в министерстве и хорошо относился к приёмной дочери. С родным отцом она виделась не часто, но каждую встречу тот превращал в праздник, возил её к Сергею Гинзбургу в дачный посёлок «Отдых», где жили учёные и изобретатели, в Молдавию. Папа потом женился во второй раз, у него родился сын Николай Эппле, ныне переводчик и публицист, единокровный брат Жанны.
В время учёбы в школе занималась художественной гимнастикой, плаванием (с достижением разряда), фигурным катанием, балетом и музыкой.
Училась в ГИТИСе. Играла в Театре Комедии (ныне — «Театр на Покровке»).
Актриса московского драматического театра имени К. С. Станиславского.

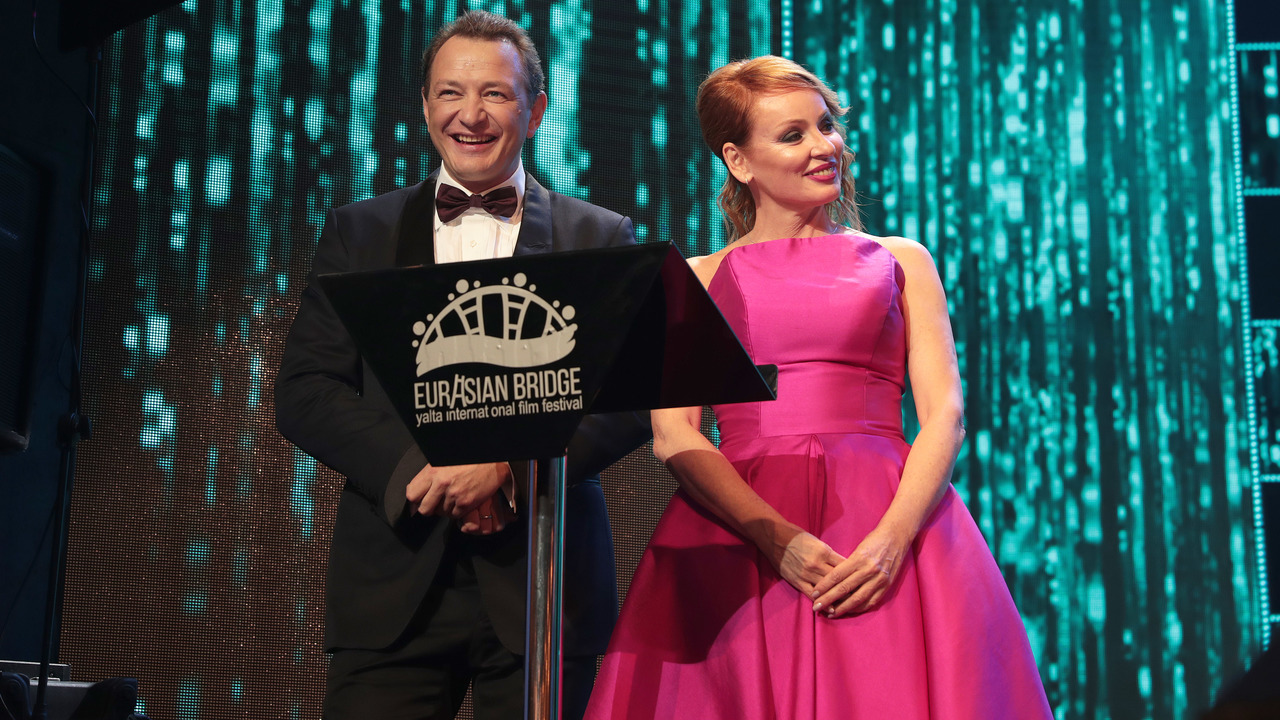
Жанна Эппле с Маратом Башаровым на IV кинофестивале «Евразийский мост» в 2019 году

Ведущая (вместе с Владимиром Винокуром) программы «Вино-шоу-кур» на российском телевидении, соведущая программы «Клуб бывших жён» на телеканале «ТНТ». В 2015 году — ведущая медицинского ток-шоу «Нет запретных тем» на телеканале «Домашний» в паре с Сергеем Арсениным.

## Личная жизнь
- Первый муж (1983—1985) — Алексей Бакай, балетмейстер и танцовщик, уехал в США.
- Фактический муж (1987-2004) — кинооператор, потом предприниматель Илья Ильич Фрэз, сын режиссёра Ильи Фрэза. Два сына: Потап Фрэз (род. 18 декабря 1990)[6] и Ефим Фрэз (род. 2 ноября 2000)[7]. Внук — Северин (род. 3 февраля 2018)[8].

## Фильмография
- 1988 — Абориген — Алёна
- 1990 — Ловкач и Хиппоза — Елена («Хиппоза»)
- 1991 — Заряженные смертью — Диана Тривилл, стриптизёрша, возлюбленная Джерри
- 1992 — Белые одежды — Елена Владимировна Блажко
- 1997 — Шизофрения — подруга журналиста
- 1999 — Директория смерти (новелла № 10 «Колобок») — Лариса Александровна, жена Бориса
- 1999 — Транзит для дьявола — Лада Костюнец
- 2000 — Марш Турецкого (фильм № 3 «Опасно для жизни») — Тамара («Тото»), наркодилер, племянница Нино Вахтанговны
- 2002 — За кулисами — режиссёр на телевидении
- 2002 — 2007 — Бальзаковский возраст, или Все мужики сво… — Юля Шашкова
- 2002 — Щит Минервы — жена писателя Влада
- 2003 — Евлампия Романова. Следствие ведёт дилетант (фильм № 2 «Покер с акулой» / фильм № 8 «Прогноз гадостей на завтра») — Надя Ивлева
- 2003 — Моя родня — Нелли, мама
- 2005 — Сумасбродка — Ксения Оверская, журналистка
- 2006 — Настоящий Дед Мороз — Елена Юрьевна Никитина, мать Екатерины и Ярослава
- 2006 — Большая любовь — Таня, стюардесса, коллега Калерии
- 2006 — Рельсы счастья — Вера, проводница в поезде
- 2006 — Виола Тараканова. В мире преступных страстей 3 (фильм № 3 «Фокус-покус от Василисы ужасной») — эпизод
- 2006 — Zадов in Rеалити — Жанна
- 2007 — Пирожки с картошкой — Вера
- 2007 — Ангел-хранитель — Елизавета Свиридова, управляющая рестораном, подруга Елены
- 2007 — Репортёры — Галина, редактор
- 2007 — Колобков. Настоящий полковник! — Анастасия
- 2008 — Ералаш (выпуск № 223, сюжет «Детство»)[9] — мама мальчика
- 2008 — 2010 — Любовь под грифом «Совершенно секретно» — Татьяна / Марина Игоревна Васильева
- 2009 — Галыгин.ру — мать Шаркова
- 2009 — Отблески (серия № 13 «Скажи мне, кто твой друг») — Тамара
- 2009 — Пуля-дура 2. Агент почти не виден — Вера Ильинична Виноградова, мать Дины
- 2010 — Папараца — Эльвира, мать Ники
- 2010 — Робинзон — Ольга Титова, мать Вовки
- 2010 — Вера, Надежда, Любовь — Клара, известный художник
- 2012 — Белый мавр, или Интимные истории о моих соседях — Вика, жена Леонида
- 2012 — Выхожу тебя искать 2 — Алла Сергеевна Вагнер, пластический хирург
- 2013 — Бальзаковский возраст, или Все мужики сво… 5 лет спустя — Юля Шашкова
- 2013 — Роковое наследство — Елена Викторовна Ульянова, мать Антонины
- 2014 — Земский доктор. Любовь вопреки — Елена Сергеевна
- 2014 — Беспокойный участок — Ольга Левицкая, жена ресторатора Григория Левицкого
- 2015 — Неподкупный — Алла Сергеевна Анисимова, жена Петра Васильевича
- 2015 — Плохая соседка — мать Ольги
- 2015 — Бармен — мать Юлии
- 2015 — 25-й час (Украина) — Ева Витальевна Бронская
- 2016 — Сын моего отца — Елена, жена Петра Дашкевича
- 2016 — Беглые родственники — Лариса Степановна Кондратьева
- 2017 — Роковая песня (Украина) — Рената Милова
- 2018 — Соседи — Элла,
- 2018 — Оборванная мелодия — Полина Петровна Матвеева
- 2018 — 2022 — Анатомия убийства (второй сезон) — Антонина Козодоева
- 2018 — Бабочка (короткометражка) — Ольга
- 2018 — Красная лента — Наталья
- 2019 — Мой ангел — Татьяна Борисовна Честная, криминальный нотариус
- 2019 — Клетка для сверчка — Ирина Алексеевна Бардина
- 2019 — Бархатный сезон — Инга Валерьевна Зарецкая
- 2020 — Смерть в объективе — Изольда Орехова
- 2020 — Душа на двоих (короткометражка) — Лидия Семёнова
- 2022 — Два холма — Зоя Николаевна Пожарская, художница
- 2022 — Провинциальный детектив — Варвара
- 2023 — На солнце, вдоль рядов кукурузы — Тамара

## Взгляды
Отмечала, что «для наших российских женщин главное не секс, а любовь. Уж больно мы такие сердобольные, и мы всё время в поисках любви находимся».